# Вуст (Шёнхаузен)
Вуст (нем. Wust) — община в Германии, в земле Саксония-Анхальт.
Входит в состав района Штендаль. Подчиняется управлению Эльбе-Хафель-Ланд. Население составляет 873 человека (на 31 декабря 2006 года). Занимает площадь 47,52 км². Включает в себя деревни Вуст, Зюдов, Бришт, Мельков, Вустер-Зидлунг и Вустердамм.